# Archaeoprepona demophon
Archaeoprepona demophon là một loài bướm được tìm thấy ở Mexico, Trung Mỹ, tây Indies và các phần phía bắc của Nam Mỹ.
Ấu trùng ăn các cây thuộc chi Annona. Con trưởng thành bò lên quả thối hoặc phân.

## Tham khảo

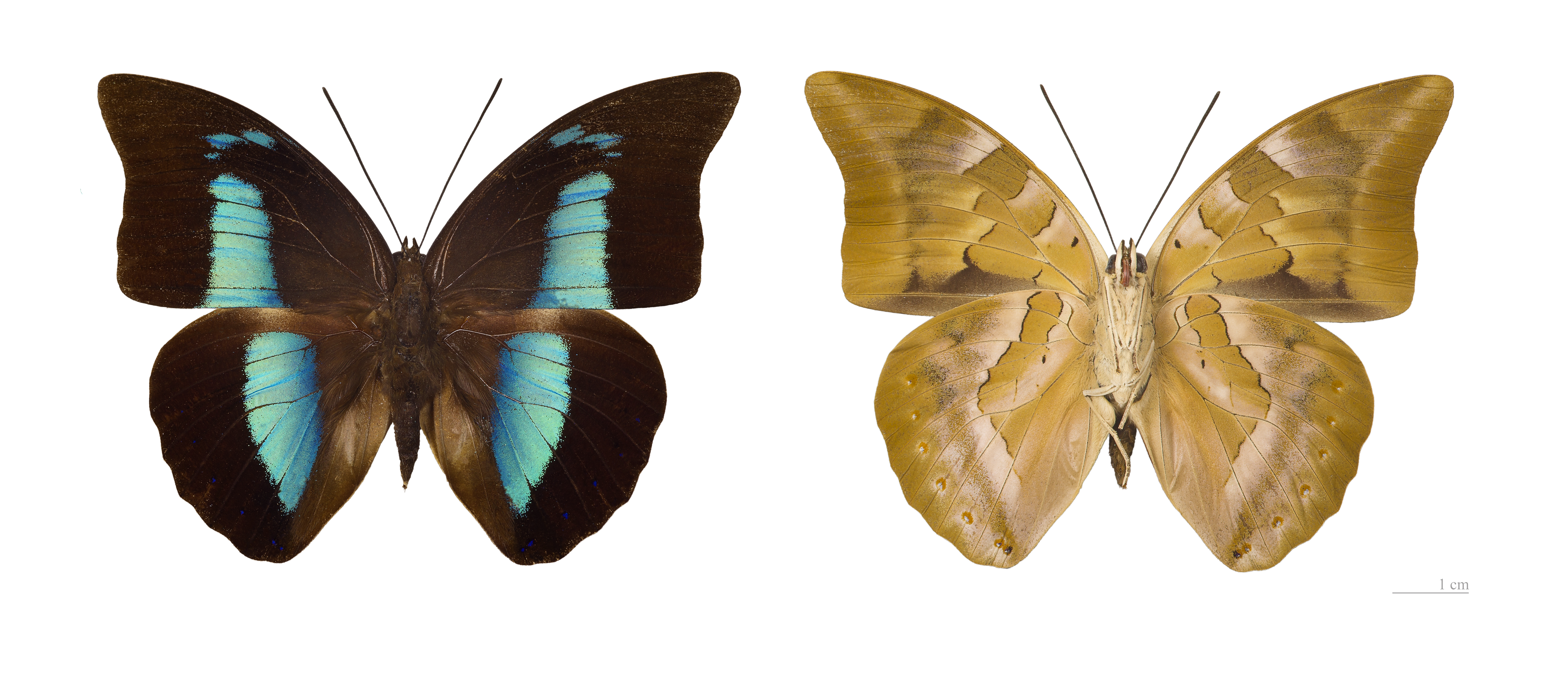
Archaeoprepona demophon demophon
Archaeoprepona demophon muson